# Radewci
Radewci (bułg. Радевци) – wieś w środkowej Bułgarii, w obwodzie Gabrowo, w gminie Trjawna. Według danych Narodowego Instytutu Statystycznego, 31 grudnia 2011 roku wieś liczyła 49 mieszkańców.

## Publiczne instytucje
- szkoła podstawowa im. Cyryla i Metodego
- dom kultury "Zora"